# Rudolf Dzipanow

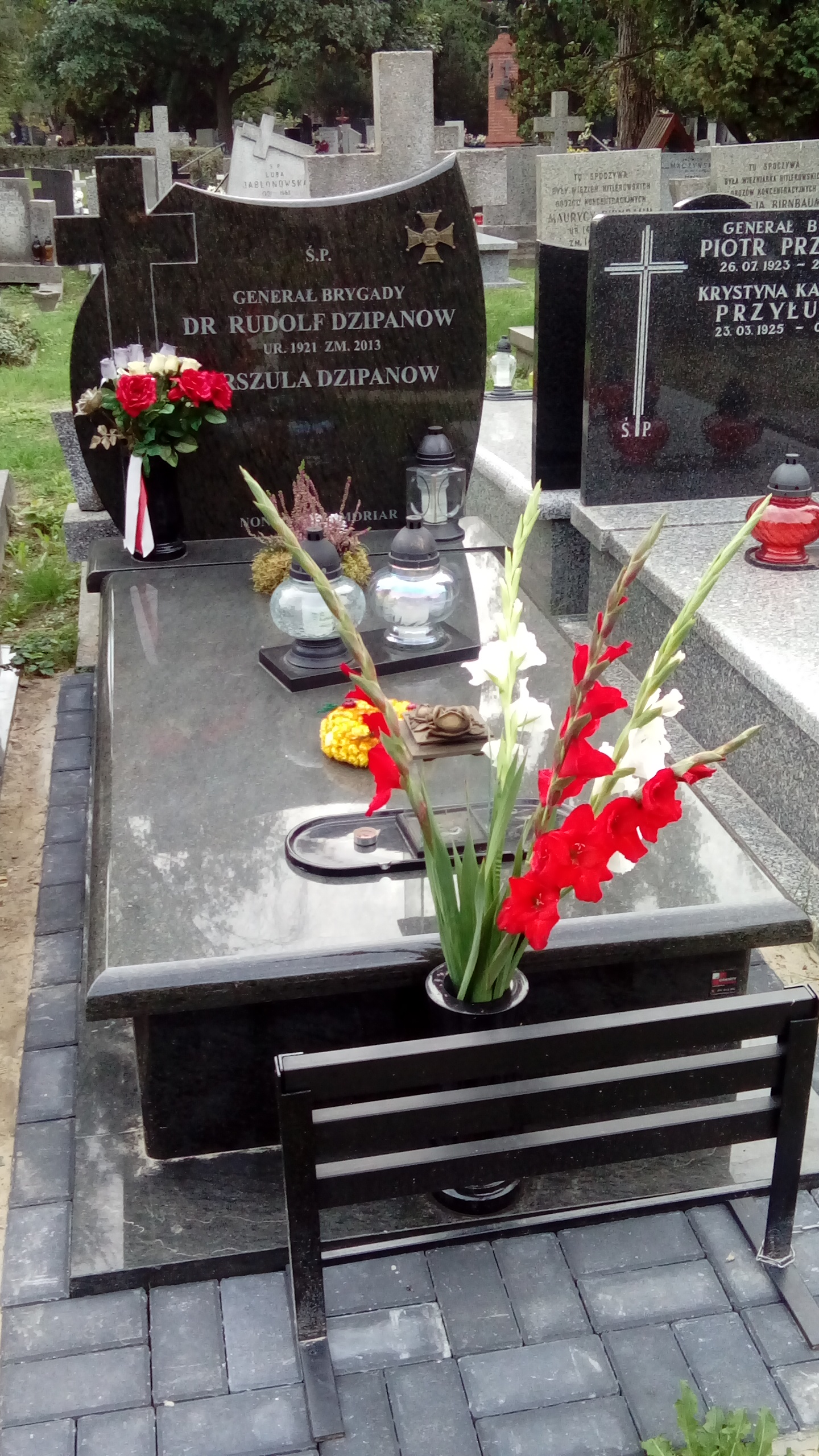
Grób Rudolfa Dzipanowa na cmentarzu wojskowym na Powązkach

Rudolf Dzipanow (ur. 19 września 1921 w Suwałkach, zm. 23 kwietnia 2013 w Warszawie) – generał brygady Ludowego Wojska Polskiego (ludowego), doktor nauk humanistycznych, autor publikacji historyczno-wojskowych.

## Życiorys
Syn Jana (pochodzenia serbskiego) i Natalii z Bydelskich. Przed wojną skończył gimnazjum w Suwałkach. We wrześniu  1939 został wicemistrzem Polski juniorów w łyżwiarstwie szybkim. W 1939 jako junak Przysposobienia Wojskowego brał udział w działaniach wojennych.   W latach 1939–1944 przebywał na Lubelszczyźnie, gdzie ukrywał się przed wywozem do Niemiec, pracował w gospodarstwie rolnym i brał udział w działaniach Armii Krajowej i Batalionów Chłopskich. W sierpniu 1944 roku wstąpił do Ludowego Wojska Polskiego, ukończył dywizyjną szkołę podoficerską w 4 samodzielnym batalionie szkolnym i od grudnia 1944 jako dowódca plutonu fizylierów 1 kompanii 11 Pułku Piechoty przeszedł szlak bojowy 4 Dywizji Piechoty od Warszawy, przez Wał Pomorski do Kołobrzegu. W bitwie pod Kołobrzegiem został ranny w nogę.
Po leczeniu szpitalnym został skierowany do szkoły oficerskiej, którą ukończył w sierpniu 1945 i został awansowany na podporucznika. Dowodził kolejno plutonem i kompanią, a w 1947 ukończył kurs oficerów sztabu wielkich jednostek w Centrum Wyszkolenia Piechoty w Rembertowie. Po ukończeniu kursu był dowódcą I batalionu w 36 pułku piechoty w Łowiczu, a następnie oficerem taktyczno-wyszkoleniowym w sztabie 34 pułku piechoty w Łodzi. W 1956 roku ukończył studia w Akademii Sztabu Generalnego im. gen. broni Karola Świerczewskiego w Rembertowie.  W latach 1954–1963 był zastępcą szefa Katedry Taktyki Ogólnej i Sztuki Operacyjnej w Akademii Wojskowo-Politycznej i Wojskowej Akademii Politycznej im. Feliksa Dzierżynskiego. W latach 1963–1965 był zastępcą szefa Wojskowego Instytutu Historycznego. Od marca 1965 do marca 1967 był szefem Zarządu III Operacyjnego OTK Sztabu Generalnego WP. Na mocy uchwały Rady Państwa PRL z 29 września 1966 został mianowany na stopień generała brygady. Nominację wręczył mu 10 października 1966 w Belwederze przewodniczący Rady Państwa PRL Edward Ochab.
Od maja 1967 zastępca szefa Sztabu Generalnego WP - szef Sztabu Planowania Rozwoju Obronnego Kraju, a po przekształceniu w lipcu 1969 Sztabu Planowania Rozwoju Obronnego Kraju w Sekretariat KOK był szefem Sekretariatu Komitetu Obrony Kraju - zastępcą sekretarza KOK. W maju 1970, w wyniku konfliktu ze swoim bezpośrednim przełożonym, gen. broni Grzegorzem Korczyńskim został zawieszony w czynnościach służbowych, a we wrześniu 1970 decyzją ministra obrony narodowej przeniesiony na etatowo niższe stanowisko zastępcy dowódcy Warszawskiego Okręgu Wojskowego ds. Obrony Terytorialnej Kraju. Na tym stanowisku pozostawał do grudnia 1975. 
W październiku 1973 roku powierzono mu funkcję zastępcy przewodniczącego delegacji PRL do spraw wojskowych w Polskiej Misji w Międzynarodowej Komisji Kontroli i Nadzoru w Wietnamie. 7 października 1973 uzyskał w Wojskowej Akademii Politycznej stopień doktora nauk humanistycznych z dziedziny historii wojen. Jego promotorem był prof. dr hab. Stanisław Herbst. Od grudnia 1975 do marca 1978 był szefem Zespołu Naukowego w Sztabie Generalnym WP. W marcu 1978 roku został komendantem Wojskowego Instytutu Historycznego im. Wandy Wasilewskiej. W  listopadzie 1981 roku mianowano go pełnomocnikiem Ministra Obrony Narodowej - szefem Delegatury MON przy Polskiej Akademii Nauk (funkcję tę sprawował do października 1986 roku). 
W okresie stanu wojennego w Polsce (1981-1983) był pełnomocnikiem Komitetu Obrony Kraju – komisarzem wojskowym w Polskiej Akademii Nauk.
5 listopada 1986 został pożegnany przez ministra obrony narodowej gen. armii Floriana Siwickiego w związku z przejściem w stan spoczynku, co nastąpiło formalnie 9 stycznia 1987 ze względu na osiągnięcie ustawowej granicy wieku. 
W maju 1985 był przewodniczącym polskiej delegacji podczas obrad Rady Gospodarczej i Społecznej ONZ z okazji 40 rocznicy zakończenia II wojny światowej, gdzie wygłosił przemówienie na forum Rady Gospodarczej ONZ. W 1987 roku wszedł w skład prezydium polskiej sekcji ruchu „Emerytowani Generałowie na rzecz Pokoju i Rozbrojenia”. Był wieloletnim członkiem Rady Naczelnej ZBoWiD, przewodniczącym Komisji Historycznej Zarządu Głównego ZBoWiD i prezesem Środowiska Kombatantów 4 Pomorskiej Dywizji Piechoty im. Jana Kilińskiego. W latach 1988–1990 członek Rady Ochrony Pamięci Walk i Męczeństwa. Wieloletni działacz Stowarzyszenia Przyjaciół Suwalszczyzny w kole warszawskim.
Był autorem 5 książek oraz ponad 250 artykułów i opracowań naukowych i popularnonaukowych. Zmarł 23 kwietnia 2013 i został pochowany na cmentarzu wojskowym na Powązkach (kwatera FIII-5-6).

## Odznaczenia
- Order Sztandaru Pracy II klasy
- Krzyż Srebrny Orderu Virtuti Militari
- Krzyż Komandorski Orderu Odrodzenia Polski
- Krzyż Kawalerski Orderu Odrodzenia Polski
- Krzyż Walecznych
- Złoty Krzyż Zasługi
- Srebrny Krzyż Zasługi
- Medal 10-lecia Polski Ludowej
- Medal 30-lecia Polski Ludowej
- Medal 40-lecia Polski Ludowej
- Złoty Medal „Siły Zbrojne w Służbie Ojczyzny”
- Srebrny Medal „Siły Zbrojne w Służbie Ojczyzny”
- Brązowy Medal „Siły Zbrojne w Służbie Ojczyzny”
- Złoty Medal Za zasługi dla obronności kraju
- Srebrny Medal Za zasługi dla obronności kraju
- Brązowy Medal Za zasługi dla obronności kraju
- Odznaka Honorowa Polskiego Czerwonego Krzyża I stopnia (1971)[7]
- Złota odznaka honorowa „Za Zasługi dla Warszawy” (1971[8] oraz 1977[9])
- Order Czerwonego Sztandaru (ZSRR)
- Medal W Służbie Pokoju (ONZ)
- medale wietnamskie
- Tytuł "Zasłużony dla miasta Suwałk" (2001)
- odznaki honorowe za zasługi dla 7 województw
- inne odznaczenia

## Życie prywatne
Mieszkał w Warszawie. Żonaty od 1947 z Urszulą z domu Milewską, dwoje dzieci.